# Franz Schubert – Ein Leben in zwei Sätzen
Franz Schubert – Ein Leben in zwei Sätzen ist eine österreichische Filmbiografie aus dem Jahr 1953. Der Alternativtitel des Filmes lautet Franz Schubert – Ein unvollendetes Leben.

## Handlung
Franz Schubert arbeitet als Schülergehilfe bei seinem Vater. Doch in seiner Freizeit widmet sich der junge Mann, der Ludwig van Beethoven als sein unerreichbares Vorbild einschätzt, dem Komponieren. Da ihm die öffentliche Anerkennung versagt bleibt, setzen sich seine Freunde bei dem Musikverleger Diabelli für eine öffentliche Aufführung von Schuberts Musik ein. Bei einem Empfang, bei dem er sein Ave Maria vorspielt, lernt er die Sängerin Therese Grob kennen.
Schubert entschließt sich, den Lehrerberuf aufzugeben und sich nun ganz der Musik zu widmen, und zieht bei seinen Freunden, den Dichtern Franz von Schober, Johann Mayerhofer und dem Maler Moritz von Schwind ein. Dort kommt ihm die Inspiration zur Vertonung von Johann Wolfgang von Goethes Ballade Erlkönig.
Schuberts Freunde ermuntern ihn, öffentlich zu spielen. Er und Therese, die seine Lieder singt, werden ein Paar. Beide bestreiten mit der Aufführung von Schuberts Liedern ihren Lebensunterhalt. Doch Schubert kommen Zweifel, ob er sich im Lied angemessen ausdrücken kann, und beschließt daher, sich der Komposition von Sinfonien und Opern zuzuwenden. Als Schubert sich um den Posten des Vizekapellmeisters bewirbt, reicht Therese beim Hoftheatersekretär Schuberts neueste Sinfonie, die ‚Unvollendete‘, ein. Bei den Proben zu seiner neuesten Oper kommt es zu Differenzen, da die Sängerin der Hauptrolle ihren Gesangspart für zu schwierig hält; auch die Verleger Tobias Haslinger und Anton Diabelli lehnen seine Musik ab. Selbst die zunächst Erfolg versprechende Bewerbung als Vizekapellmeister erweist sich als Misserfolg. So entschließt sich der niedergeschlagene Schubert, zur Sicherung des Lebensunterhalts mit seinen Liedern auf Tournee zu gehen; in dieser Zeit entsteht die Winterreise.
Nach seiner Rückkehr entschließt sich Schubert, bei Beethoven Unterricht in Kontrapunkt zu nehmen, scheut sich aber, zu seinem großen Vorbild Kontakt aufzunehmen. Kurze Zeit später jedoch bekommt der von gesundheitlichen Problemen geplagte Schubert Besuch von Beethovens Sekretär Anton Schindler. Der kränkliche Beethoven schickt Schubert einige Goethe-Gedichte zur Vertonung, da Schubert seiner Meinung nach der bessere Liedkomponist ist. Als Schubert Beethoven besuchen will, kommt er jedoch zu spät: Beethoven ist verstorben; bei dessen Beerdigung ist Schubert einer der Fackelträger. Den Erfolg eines Konzerts mit seiner Musik nimmt der immer kränklicher werdende Schubert nicht mehr richtig wahr; ein Jahr nach seinem Vorbild stirbt er.

## Produktionsnotizen
Der Film wurde in den Rosenhügel-Filmstudios gedreht. Die Außenaufnahmen entstanden in der Umgebung von Wien. Die Uraufführung erfolgte am 18. November 1953 in Wien. Die deutsche Erstaufführung war am 22. Januar 1954 in Berlin-Ost.

## Aufführungsverbot
In der Bundesrepublik Deutschland wurde der Film 1954 vom Interministeriellen Ausschuß für Ost-West-Filmfragen mit dem Hinweis, dass die Produktionsfirma Kredite der Sowjetischen Militärbank Wien erhalten habe, verboten. Erst im Herbst 1959 kam er in Düsseldorf erstmals in die bundesdeutschen Kinos.

## Kritiken
Das Lexikon des internationalen Films schreibt, der unter sowjetischer Lizenz im besetzten Wien entstandene Film sei ein „etwas langatmiges Charakterbild des großen Komponisten (1797–1828), das sich von anderen Schubert-Romanzen“ distanziere, „indem es einen schwermütigen, gehemmten, unverstandenen Menschen“ zeige.